# Proces cvasistatic
În termodinamică un proces cvasistatic (din latină quasi, sensul „aproape”) este un proces termodinamic care se desfășoară suficient de lent pentru ca sistemul să rămână în echilibru termodinamic intern fizic (dar nu neapărat și chimic). Un exemplu este destinderea cvasistatică a unui amestec de hidrogen și oxigen gazos, în care volumul sistemului se modifică atât de lent încât presiunea rămâne uniformă în întregul sistem în fiecare moment din timpul procesului. Un astfel de proces idealizat este o succesiune de stări de echilibru fizic.
Doar într-un proces termodinamic cvasistatic se pot defini exact mărimile intensive (cum ar fi presiunea, temperatura, volumul masic, entropia masică) ale sistemului în orice moment în timpul întregului proces; în caz contrar, deoarece nu se stabilește un echilibru intern, diferite părți ale sistemului ar avea valori diferite ale acestor mărimi, astfel încât o singură valoare a unei mărimi poate să nu fie suficientă pentru a reprezenta întregul sistem. Cu alte cuvinte, atunci când o ecuație pentru o modificare a unei funcții de stare conține p sau T, aceasta presupune un proces cvasistatic.

## Relația cu procesele reversibile
În timp ce toate procesele reversibile sunt cvasistatice, majoritatea autorilor nu consideră necesară existența unui proces cvasistatic general pentru a menține echilibrul între sistem și împrejurimi și pentru a evita disipația, care sunt caracteristici definitorii ale unui proces reversibil. De exemplu, comprimarea cvasistatică a unui sistem de către un piston care se frecă de cilindru este ireversibilă. Deși sistemul este întotdeauna în echilibru termic intern, frecarea generează entropie disipativă, ceea ce contravine definiției reversibilității. Orice inginer ține seama de frecare atunci când calculează generarea de entropie disipativă.
Un exemplu de proces cvasistatic care nu este unul ideal, pentru a fi reversibil, este o transmitere lentă de căldură între două corpuri aflate la două temperaturi (finit) diferite, unde viteza transmiterii căldurii este controlată de o zonă slab conductivă între cele două corpuri. În acest caz, indiferent cât de lent are loc procesul, starea sistemului compus format din cele două corpuri este departe de echilibru, deoarece echilibrul termic pentru acest sistem compus necesită ca cele două corpuri să fie la aceeași temperatură. Totuși, modificarea entropiei pentru fiecare corp poate fi calculată din egalitatea Clausius pentru o transmitere reversibilă a căldurii.

## Lucrul mecanicpVîn diverse procese cvasistatice
- Presiune constantă: procese izobare,

{\displaystyle L_{1-2}=\int p\,dV=p(V_{2}-V_{1})}
- Volum constant: procese izocore,

{\displaystyle L_{1-2}=\int pdV=0}
- Temperatură constantă: procese izotermice,

{\displaystyle L_{1-2}=\int p\,dV,}
unde presiunea p variază cu volumul V conform relației {\displaystyle pV=p_{1}V_{1}=C}, astfel obținându-se
{\displaystyle L_{1-2}=p_{1}V_{1}\ln {\frac {V_{2}}{V_{1}}}}
- Procese politropice,

{\displaystyle L_{1-2}={\frac {p_{1}V_{1}-p_{2}V_{2}}{n-1}}}